# Scarlet (romanzo)
Scarlet è un romanzo di fantascienza per ragazzi pubblicato nel 2013 e scritto dall'autrice americana Marissa Meyer e pubblicato da Macmillan Publishers attraverso la loro filiale Feiwel & Friends. È il secondo libro della serie delle Cronache lunari e il seguito di Cinder. La storia è liberamente ispirata alla fiaba di Cappuccetto Rosso, così come Cinder era liberamente ispirata a Cenerentola. È seguito da Cress. È stato tradotto in italiano nel 2013.

## Trama
Scarlet Benoit è una giovane di diciotto anni che vive con sua nonna da quando era ragazzina, in una fattoria di Rieux, in Francia. Sua nonna è scomparsa e, mentre le autorità insistono che si è allontanata di sua spontanea volontà, Scarlet è sicura che è stata rapita. Mentre consegna prodotti freschi a uno dei suoi clienti abituali, la sua amica Emilié la presenta a un nervoso e timido combattente di strada il cui nome in codice è Wolf, che la salva dopo aver iniziato una discussione con i clienti della locanda per difendere Linh Cinder, il cyborg lunare che ha causato il caos durante il ballo nel Commonwealth Orientale. Si accorge di un tatuaggio sul braccio di Wolf: una stringa di numeri e lettere che non hanno alcun significato per lei. Il ragazzo chiede di poter lavorare per lei come bracciante nella sua fattoria, ma lei rifiuta. Quando torna dal lavoro, trova suo padre, Luc Benoit, che non vede da anni, che, quasi in preda alla follia, sta cercando di trovare qualcosa in camera di sua nonna. Notando il viso e le braccia di lui bruciate, scopre che è stato torturato dalle persone che hanno rapito sua nonna. Quelle persone cercano delle informazioni che solo sua nonna conosce, ma che non vuole rivelare. Quindi, dopo aver torturato Luc, lo liberano per cercare indizi minacciando di ucciderlo in caso di fallimento. L'unica cosa che l'uomo ricorda è che i rapitori avevano un tatuaggio sul loro avambraccio, simile a quello di Wolf. Scarlet si reca dal ragazzo per interrogarlo e assiste ad un suo combattimento sul ring, dove sconfigge e quasi uccide il campione in carica. La mattina dopo Wolf si presenta alla fattoria di Scarlet e le rivela che il suo tatuaggio è il simbolo di un gruppo criminale di cui faceva parte in passato e che sono responsabili del rapimento di sua nonna. Decide allora di aiutare Scarlet ed entrambi partono per Parigi, dove c'è la sede di questo gruppo.
Sul treno verso Parigi, Scarlet incontra un uomo chiamato Ran, il cui odore, più tardi, Wolf pare sentire su di lei. A causa di un'epidemia di letumosi scoppiata in un vagono, Wolf e Scarlet saltano giù dal treno e continuano il loro viaggio attraversando il bosco. Mentre si riposano, Ran si presenta a Scarlet e si rende conto che lui e Wolf non solo si conoscono, ma che sono fratelli e si detestano. I due ingaggiano una lotta e Wolf quasi lo uccide tanto che Scarlet si vede costretta a sparargli su un braccio per fermarlo. Lasciano Ran in uno stato di incoscienza e salgono su un altro treno per dirigersi a Parigi.
Nel frattempo, Cinder fa squadra con Carswell Thorne, un altro prigioniero che, nonostante si spacci per capitano, in realtà è un pilota cadetto che ha disertato e ha rubato una navicella spaziale dell'esercito della Repubblica Americana e da allora ha compiuto diversi furti. Una volta evasi, raggiungono la sua navicella spaziale, una Rampion, ma trovano dei problemi con il pilota automatico. Cinder ricorda che ha ancora il chip della personalità di Iko e lo inserisce così che l'androide possa riprendere vita come sistema di pilota automatico della navicella. Una volta nello spazio, Thorne chiede a Cinder dove vuole andare. Anche se il dottor Elrand le ha detto di raggiungerlo in Africa, Cinder sceglie di andare a cercare Michelle Benoit, una donna collegata alla scomparsa della Principessa lunare Selene.
Quando Scarlet e Wolf arrivano a Parigi, dopo essersi avvicinati molto durante il viaggio ed essersi baciati, il ragazzo, improvvisamente, prova in tutti i modi a dissuadere la ragazza dal raggiungere il covo dei criminali e le propone di fuggire insieme. La ragazza rifiuta categoricamente di abbandonare sua nonna che l'ha cresciuta dopo che sua madre aveva lasciato la sua famiglia, e suo padre, con cui aveva instaurato un rapporto conflittuale e spesso dedito al bere, non era stato più in grado di crescerla adeguatamente. Scoprono intanto che Luc è stato ucciso. Wolf si arrende alla determinazione della ragazza e la conduce dal covo, ma invece che contrastare i criminali, come aveva promesso, la consegna semplicemente a loro. Si rivela infatti essere in realtà non un semplice criminale terrestre, ma un Operatore speciale lunare, un soldato bioingegnerizzato che serve la Regina Levana. Questi soldati hanno subito delle alterazioni genetiche con il dna di lupi, rendendogli degli ibridi, con tratti fisici (come i canini a punta e gli ululati) e caratteriali (aggressività, forza fisica) simile a lupi. Questi poteri possono inoltre scatenare il loro potere quando vengono controllati da un taumaturgo. Fingendosi, con i loro poteri lunari, sua nonna, i soldati fanno in modo che Scarlet dica tutto ciò che sa della principessa Selene e del perché sua nonna non possa essere manipolata dai lunari. La ragazza ricorda Linh Garan, il padre adottivo di Cinder, che parla con sua nonna ma non sa perché la donna resista alla manipolazione lunare, al contrario di lei. Dopo di che viene fatta prigioniera.
Allo stesso tempo, Cinder e Thorne atterrano a Rieux e scoprono il rifugio segreto di Michelle Benoit, dove Cinder è stata tenuta in una cisterna per otto anni (da quando aveva tre anni fino agli undici, ecco perché non ha memoria di quel periodo) e successivamente trasformata in cyborg. Si recano nella taverna di Gilles, un cliente di Scarlet, ma vengono trovati dall'esercito a causa del chip di Peony che ancora Cinder tiene con sé (la sua matrigna, Adri, ha dato questo indizio a Kai e alle sue truppe per poterla rintracciare e arrestare) e che è costretta a gettare nel campo della fattoria di Scarlet pur di riuscire a scappare. Scopre anche che i chip che venivano tolti ai morti terrestri venivano distribuiti ai soldato-lupo lunari per permettere loro di inserirsi senza sospetti sulla Terra. I guai peggiorano quando i soldati-lupo lunari iniziano ad attaccare seguendo l'ordine della Regina Levana. Riuscendo a fuggire a malapena, Cinder rintraccia Scarlet e si reca a Parigi con Thorne.
Wolf visita Scarlet nella sua cella e la bacia con la forza, in realtà per darle un chip ID da usare per scappare. Scarlet trova sua nonna e la donna, che non riesce a fuggire a causa delle torture subite e che è in punto di morte, le rivela che Cinder è la principessa Selene e che deve trovarla ma Scarlet si rifiuta di andarsene senza di lei. Scarlet inoltre scopre che l'uomo che ha portato Selene sulla terra è Logan Tanner, un dottore lunare con cui sua nonna ha avuto una storia e da cui è nato il padre di Scarlet, Luc. Quest'uomo è quello che ha salvato Selene e che ha passato le informazioni al dottor Erland ma che, a causa del non utilizzo dei suoi poteri lunari, è impazzito e si è suicidato. Lo stesso dispositivo che aveva Cinder sul collo lo ha anche la nonna di Cinder, proprio per evitare che potesse cadere sotto l'influenza dei poteri lunari e rivelare le informazioni che aveva sulla principessa. All'improvviso arriva Ran e minaccia Scarlet, ma sua nonna si sacrifica per lasciarla scappare. Tuttavia, dopo aver ucciso Michelle, Ran insegue Scarlet fino a quando appare Wolf che inizia a combattere con lui, finendo per ucciderlo. Wolf affronta quindi Scarlet e lotta contro il controllo del suo taumaturgo, ma viene colpito da un dardo tranquillante di Cinder, che pensa volesse far del male a Scarlet. Dopo uno scontro con il taumaturgo, tutti riescono a fuggire nella Rampion e Cinder finalmente rivela a Thorne e Iko che è lei la principessa Selene.
Alla fine, l'Imperatore Kai accetta di sposare la Regina Levana pur di fermare gli attacchi contro la terra. Scopre infatti che la regina è dotata di un esercito enorme di soldati ben più forti e mortali degli ibridi che finora hanno attaccato la Terra, che erano solo dei prototipi. La Regina Levana, in conseguenza a ciò, ferma, per il momento, l'attacca contro la Terra.

## Personaggi
- Scarlet Benoit: una rossa e riccia ragazza formosa di 18 anni che vive come contadina nella Fattoria Benoit. Vuole trovare sua nonna che è scomparsa. Ha gli occhi marroni.
- Ze'ev Kesley: conosciuto come Wolf, ha 23 anni, è bruno dagli occhi verdi ed è un combattente di strada che dichiara aver fatto parte, in passato, ad un "Branco" di criminali. Si propone di aiutare Scarlet a ritrovare sua nonna. In realtà si scopre che è un agente speciale lunare modificato geneticamente chiamato Ze'ev Kesley ed è l'alfa di un "Branco", una cellula di agenti speciali lunari geneticamente modificati.
- Michelle Benoit: La nonna di Scarlet che è sparita, probabilmente presa in ostaggio dal "Branco", dei criminali che vogliono delle sue informazioni relative alla Principessa Selene e al suo periodo come Pilota per l'aeronautica militare europea.
- Luc Benoit: Il padre di Scarlet, alcolizzato, carismatico ed egoista.
- Ran Kesley: un omega del "Branco" di cui Wolf faceva parte È il fratello minore di Wolf. Ha 22 anni.
- Linh Cinder/ Selene Blackburn: Una giovane sedicenne (per millesimo ha 17 anni), meccanico e cyborg e la protagonista delle Cronache Lunari. In Cinder si scopre che è la principessa Selene, la legittima erede al trono della Luna e la nipote della Regina Levana.
- Imperatore Kaito: Conosciuto come Kai, è il Principe ereditario del Commonwealth Orientale ed è diventato Imperatore dopo che suo padre è morto di peste. Ha 18 anni.
- Dottor Erland: Un fuggitivo lunare che si è preso cura di Cinder nel primo libro dopo aver speso molti anni a cercarla.
- Iko: l'androide amica di Cinder e una delle sue poche amiche. Cinder a volte dimentica che non è umana a causa del suo chip della personalità difettoso. Dopo essere stata fatta a pezzi da Adri, la matrigna di Cinder, la ragazza è riuscita a recuperare il suo chip e l'ha inserito temporaneamente nella navicella spaziale di Thorne, come pilota automatico, finché non trova un altro corpo adatto all'androide.
- Carswell Thorne: Thorne ha 20 anni ed è un pilota cadetto disertore dell'Esercito della Repubblica Americana, ma si fa chiamare Capitano. È evaso dalla prigione di Nuova Pechino dopo essere stato condannato a sei anni di detenzione.
- Regina Levana Blackburn: La crudele regina della Luna, la colonia lunare. Per ottenere il potere non si fa scrupoli ad utilizzare tattiche terroristiche e genocidi. È parzialmente responsabile dell'esistenza della peste sulla Terra poiché molti dei suoi sudditi sono scappati dalla Luna per sfuggire alla sua influenza, portando così la malattia sulla Terra. Usa un forte fascino per apparire straordinariamente bella e per costringere le persone a seguire i suoi ordini. Ha più o meno 34 anni.
- Konn Torin: consigliere reale del principe Kai e, prima di lui, di suo padre.
- Linh Garan: marito di Adri e padre di Pearl e Peony. È colui che ha adottato Cinder ma è morto di peste poco dopo. Era un inventore e ha creato il dispositivo inserito nel corpo di Cinder e di Michelle Benoit.
- Logan Tanner: è il dottore lunare che ha portato Cinder bambina a Michelle perché la nascondesse. È in realtà il padre di Luc e il nonno di Scarlet, anche se lui non lo sa. Ha avuto infatti una relazione sulla luna con Michelle e lei è rimasta incinta e se ne è accorta solo una volta tornata sulla Terra. Non utilizzando i suoi poteri lunari, impazzisce, finisce in manicomio e si suicida.